# Temporada de furacões no Atlântico de 1900
A temporada de furacões no oceano Atlântico de 1900 apresentou sete ciclones tropicais conhecidos, três dos quais atingiram a costa dos Estados Unidos. O primeiro sistema, o furacão Um, foi observado inicialmente em 27 de agosto. A tempestade final, Tempestade tropical Sete, fez a transição para um ciclone extratropical em 29 de outubro. Essas datas estão dentro do período com a maior atividade de ciclones tropicais no Atlântico. Todas as tempestades da temporada, exceto a tempestade tropical Sete, existiram simultaneamente com outro ciclone tropical.
Dos sete ciclones tropicais da temporada, três alcançaram o status de furacão. Além disso, dois desses três se transformaram em grandes furacões, que são de categoria 3 ou mais na escala de vento do furacão Saffir – Simpson dos dias modernos. O ciclone mais forte da temporada, o primeiro furacão, atingiu o pico na categoria 4 força com ventos de 233 km/h (145 mph). Ao atingir o Texas logo após o pico de intensidade, produziu uma onda de tempestade devastadora na área de Galveston, com cidade devastada e causou pelo menos 8.000 fatalidades. Apelidado de " furacão de Galveston de 1900 ", continua sendo o desastre natural mais mortal da história dos Estados Unidos. O furacão também causou cerca de US $ 31,35 milhões (1900 USD ) em danos. O impacto de outros ciclones tropicais foi geralmente mínimo, embora os remanescentes da Tempestade Tropical Cinco tenham resultado em 1 morte e pelo menos US $ 100.000 em danos no Canadá Atlântico.

## Resumo da temporada

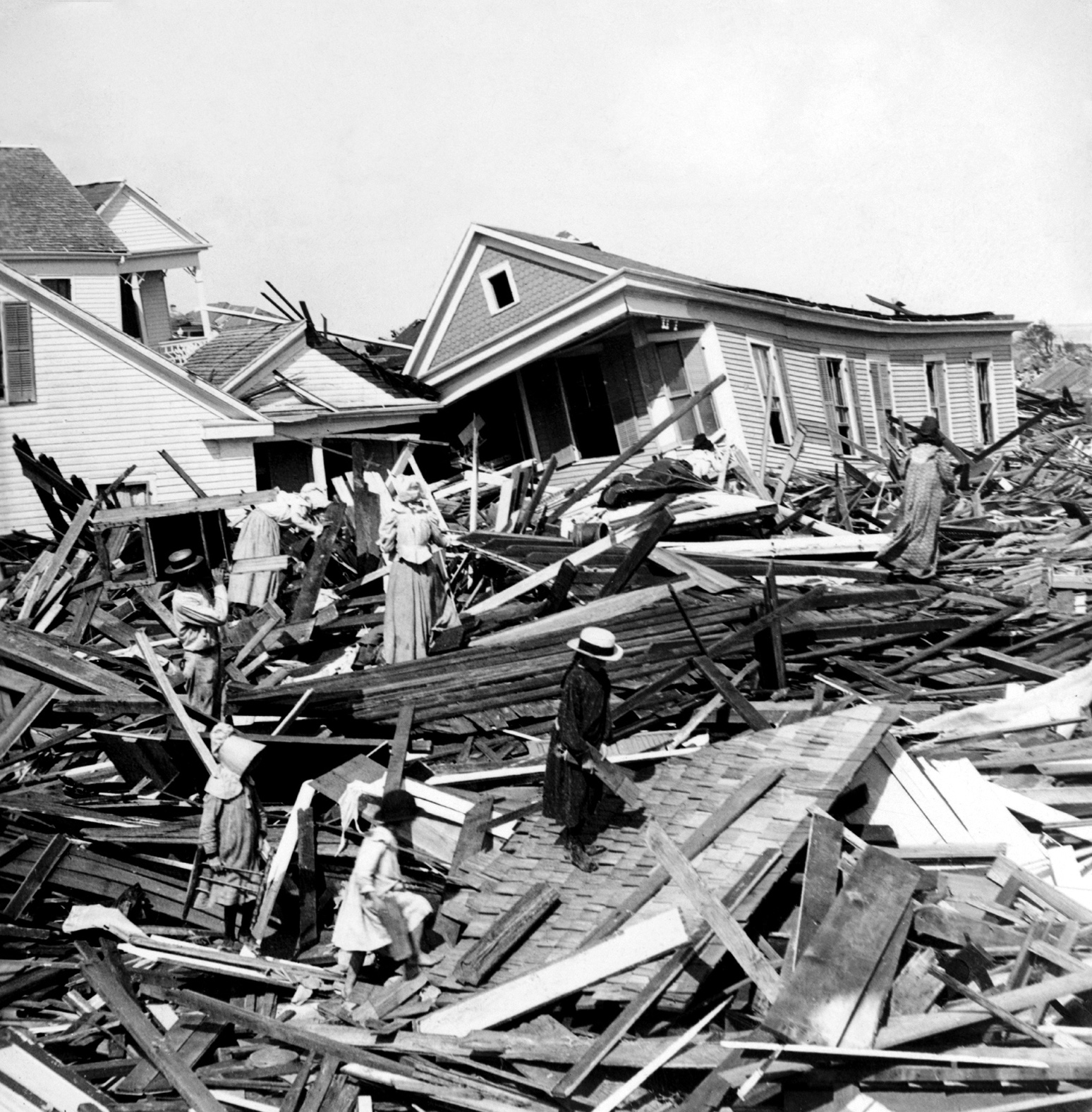
Danos do primeiro furacão da temporada em Galveston, Texas

A ciclogênese tropical começou com o desenvolvimento do primeiro furacão em 27 de agosto bem a oeste de Cabo Verde. Foi a tempestade mais forte da temporada, com pico de furacão de categoria 4 com ventos máximos sustentados de 233 km/h (145 mph) e uma pressão barométrica mínima de 936 mbar (27.6 inHg). Isso foi anormalmente tarde, já que a data média de desenvolvimento da primeira tempestade tropical entre 1944 e 1996 foi 11 de julho. Em comparação, a última data da primeira tempestade tropical durante a era do satélite foi o furacão Anita em 29 de agosto de 1977. Durante o mês de setembro, que é o pico climatológico da temporada de furacões, três ciclones tropicais adicionais se formaram, dois dos quais eram furacões. Após o terceiro furacão se dissipar em 23 de setembro, a atividade ficou inativa por quase 2 semanas, até a quinta tempestade tropical se formar perto das Pequenas Antilhas em 4 de outubro. Como estava se tornando extratropical, um sexto ciclone tropical se desenvolveu na baía de Campeche em 10 de outubro. O sistema final formado no Mar do Caribe oriental, cruzou São Domingos e fez a transição para um ciclone extratropical entre as Bermudas e a Costa Leste dos Estados Unidos em 28 de outubro.
De longe, a tempestade que mais devastou foi o Furacão Um, apelidado de "furacão Galveston". A tempestade submergiu grande parte da Ilha Galveston, no Texas, matando entre 6.000 e 12.000 pessoas. As estimativas oficiais apontam o número de mortos em aproximadamente 8.000. Como resultado, é atualmente o desastre natural mais mortal da história dos Estados Unidos. Na época, foi também o segundo ciclone tropical mais letal na bacia do Atlântico, atrás apenas do Grande Furacão de 1780, que matou pelo menos 22.000 pessoas nas Pequenas Antilhas. No entanto, o furacão Galveston foi superado em 1998 pelo furacão Mitch, que causou mais de 11.000 fatalidades na América Central. A tempestade também foi uma das mais mortais do Canadá, onde pelo menos 102 pessoas foram mortas. Alguns outros ciclones tropicais durante a temporada de furacões no oceano Atlântico de 1900 causaram danos ou mortes. No entanto, os remanescentes extratropicais da Tempestade Tropical Cinco trouxeram danos moderados ao Canadá. A tempestade causou 1 fatalidade e cerca de US $ 100.000 em perdas, principalmente em ferrovias.
A atividade da estação foi refletida com uma classificação de energia ciclônica acumulada (ACE) de 81. ACE é, em termos gerais, uma medida da força do furacão multiplicada pelo tempo de existência, portanto, tempestades que duram muito tempo, assim como furacões particularmente fortes, têm ACEs altos. É calculado apenas para alertas completos sobre sistemas tropicais em ou superior a 34 nós (39 mph, 63 km/h) ou intensidade de tempestade tropical.

## Sistemas

### Furacão Um
O Grande Furacão de Galveston de 1900
No início de 27 de agosto, um navio encontrou a primeira tempestade tropical da temporada, enquanto estava localizado a cerca de 1,870 km (1,160 mi) leste das ilhas mais meridionais de Cabo Verde. Ele se fortaleceu lentamente enquanto se movia continuamente para oeste-noroeste e entrou no Mar do Caribe no nordeste em 30 de agosto. A tempestade moveu-se ao sul de Porto Rico e atingiu a República Dominicana como uma tempestade tropical fraca em 2 de setembro. Enfraqueceu ligeiramente ao cruzar São Domingos, antes de reemergir no Mar do Caribe mais tarde naquele dia. Em 3 de setembro, o ciclone atingiu a atual província de Santiago de Cuba e, em seguida, vagarosamente se espalhou ao longo da costa sul de Cuba. Ao chegar ao Golfo do México em 6 de setembro, a tempestade tornou-se um furacão, embora situada perto de Dry Tortugas.
Seguiu-se uma intensificação significativa e o sistema atingiu o pico como um furacão de categoria 4 com ventos de 233 km/h (145 mph) em 8 de setembro. No dia seguinte, atingiu a costa perto da atual Jamaica Beach, Texas, com ventos de 230 km/h (140 mph). Naquela época, a sua pressão barométrica mínima de 936 mbar (27.6 inHg) foi observada. Enfraqueceu rapidamente após se mover para o interior e caiu para a intensidade da tempestade tropical no final de 9 de setembro. A tempestade mudou para leste-nordeste e se tornou extratropical em Iowa em 11 de setembro. O sistema extratropical se fortaleceu enquanto acelerava no meio - oeste dos Estados Unidos, Ontário, Quebec, norte da Nova Inglaterra e, em seguida, Nova Brunswick antes de chegar ao Golfo de São Lourenço em 13 de setembro. Mais tarde naquele dia, os remanescentes extratropicais atingiram a Terra Nova. Em seguida, atingiu o extremo norte do Oceano Atlântico e começou a enfraquecer, finalmente se dissipando perto da Islândia em 15 de setembro.
A tempestade trouxe fortes chuvas para Cuba, com até 320 mm (12.58 in) em um período de 24 horas na cidade de Santiago de Cuba. Grande parte da Flórida experimentou ventos com força de tempestade tropical, embora nenhum dano tenha ocorrido. No Texas, ventos fortes foram relatados na área de Galveston, chegando a 190 km/h (120 mph). A maré de tempestade aumenta entre 2.4 and 3.7 m (8 and 12 ft) e inunda toda a Ilha Galveston. Cada casa sofreu danos, com pelo menos 3.636 destruídas. Só em Galveston, aproximadamente 10.000 ficaram desalojados, em uma população total de 37.000. O número real de mortos é desconhecido, embora se pense que seja pelo menos 8.000. Assim, o furacão Galveston de 1900 foi o desastre natural mais mortal da história dos Estados Unidos. Danos materiais causados pela tempestade foram estimados em $ 30 milhões.  Ventos com força de furacão e tempestades inundaram partes do sul da Luisiana, embora nenhum dano significativo ou fatalidades tenham sido relatados. Mais ao norte, a tempestade e seus remanescentes continuaram a produzir fortes chuvas e ventos fortes, que derrubaram fios de telégrafo em Illinois, Kentucky, Nova Iorque, Michigan e Ohio. Outra fatalidade ocorreu na cidade de Nova York quando uma rajada de vento derrubou uma placa e atingiu um homem de 23 anos. Os remanescentes causaram forte impacto no Canadá. Na província de Ontário, as perdas chegaram a cerca de US $ 1,35 milhões, com $ 1 milhões para colheitas. Havia pelo menos 107 mortes no Canadá, principalmente devido a navios naufragados perto da Terra Nova e do território francês de Saint-Pierre.

### Furacão Dois
Um navio relatou fortes vendavais nas proximidades de Cabo Verde em 7 de setembro. Assim, HURDAT indica que a segunda tempestade tropical da temporada se formou no início de 7 de setembro, embora localizado a cerca de 350 km (220 mi) oeste das ilhas mais meridionais de Cabo Verde. Ele rapidamente se fortaleceu para uma forte tempestade tropical em 8 de setembro, mas manteve essa intensidade por quase 5 dias. O sistema não foi rastreado até ser encontrado pelo navio a vapor Hungaria em 13 de setembro, época em que já era um furacão. Originalmente, o sistema foi listado como Furacão Quatro, e acreditava-se que ele teria se desenvolvido após os próximos dois ciclones tropicais. Mais tarde em 14 de setembro, fortaleceu-se ainda mais em um furacão de categoria 2 enquanto se movia para noroeste.
Recurvando para o norte, o sistema se intensificou em um furacão de categoria 3 em 16 de setembro. Às 1800 UTC, o furacão atingiu o seu pico com ventos máximos sustentados de 190 km/h (120 mph). No entanto, enfraqueceu para um furacão de categoria 2 depois em 17 de setembro. Pouco depois, a tempestade contornou o sudeste das Bermudas, trazendo ventos fortes, mas com pouco impacto. Em seguida, ele fez uma nova curva para nordeste. O sistema enfraqueceu de volta a uma categoria 1 em 18 de setembro. Mais tarde naquele dia, enfraqueceu para uma tempestade tropical e depois para uma depressão tropical no início de 19 de setembro. A tempestade persistiu por mais várias horas, até se dissipar cerca de 630 km (390 mi) sudeste de Cabo Race, Newfoundland.

### Furacão Três
Relatórios de navios indicam que uma tempestade tropical se desenvolveu em 8 de setembro às 1200 UTC, embora localizado a cerca de 175 milhas (280 km) a leste das Ilhas Bjagós, Guiné-Bissau. A tempestade aumentou gradualmente à medida que se dirigia para o oeste-norte. No final de 9 de setembro, o sistema se fortaleceu em um furacão. No dia seguinte passou a sudoeste de Cabo Verde. A tempestade então se intensificou lentamente, tornando-se um furacão de categoria 2 no início de 12 de setembro. Naquela época, o furacão atingiu seu pico com ventos máximos de 160 km/h (100 mph). Mais tarde em 12 de setembro, ele recurvou na direção norte-noroeste. Depois de virar de norte a nordeste, a tempestade começou a executar um pequeno ciclo ciclônico em 14 de setembro.
Uma tendência de enfraquecimento logo ocorreu, com enfraquecimento para um furacão de categoria 1 no início de 15 de setembro. Cerca de quatro dias depois, o furacão completou o seu ciclo ciclônico e então rumou para o oeste-noroeste. O sistema enfraqueceu para uma tempestade tropical no início de 20 de setembro. Durante os próximos dias, a tempestade desacelerou e virou para oeste. No final de 22 de setembro enfraqueceu para uma depressão tropical. A depressão continuou para oeste, até se dissipar em 1800 UTC em 23 de setembro, embora localizado a cerca de 745 milhas (1.200 km) leste-sudeste das Bermudas.

### Tempestade tropical Quatro
Os mapas meteorológicos indicaram pela primeira vez uma tempestade tropical no noroeste do Mar do Caribe em 11 de setembro. Rumo ao noroeste, o sistema varreu a Península de Iucatã como uma tempestade tropical fraca. No final de 11 de setembro, atingiu o pico com ventos sustentados máximos de 80 km/h (50 mph) e uma pressão barométrica mínima de 1,005 mbar (29.7 inHg), enquanto localizado no sudeste do Golfo do México. No início de 13 de setembro, a tempestade fez uma nova curva para nordeste e começou a enfraquecer. Às 06:00 UTC em 13 de setembro, atingiu a costa perto de Veneza, Luisiana, com a mesma intensidade. A tempestade enfraqueceu ligeiramente e brevemente se afastou da costa, antes de fazer outro landfall perto de Ocean Springs, Mississippi com ventos de 64 km/h (40 mph).
No início de 14 de setembro, a tempestade enfraqueceu para uma depressão tropical. Ele enfraqueceu lentamente enquanto se movia para nordeste através do Deep South, antes de se dissipar perto de Athens, Georgia em 15 de setembro. Operacionalmente, foi considerado o terceiro ciclone tropical da temporada. Um telégrafo da sede do Weather Bureau em Washington, DC alertou os navios para permanecerem no porto por partes da costa do Golfo dos Estados Unidos. Fortes vendavais foram sentidos ao longo da costa do leste da Luisiana ao oeste da Flórida e interromperam gravemente os serviços de telégrafo na região. Os ventos e a inundação das marés exacerbaram os danos às plantações causados por uma tempestade anterior ao longo do rio Mississippi, no sudeste da Luisiana. O cultivo de arroz foi danificado em Cameron Parish, mas não foi afetado em outras partes do estado. Os remanescentes trouxeram fortes chuvas da Virgínia para a Nova Inglaterra. O mar agitado ao longo da costa de Nova Jersey levou a escuna Willie até à costa.

### Tempestade tropical Cinco
As observações de um navio indicam que a quinta depressão tropical da temporada se desenvolveu às 06:00. UTC em 4 de outubro, embora localizado a cerca de 370 km (230 mi) nordeste de Anguilla. Inicialmente, o sistema permaneceu fraco e não conseguiu se transformar em uma tempestade tropical até 7 de outubro. Começou a executar um loop ciclônico no início do dia seguinte. Maior intensificação ocorreu e a tempestade atingiu o seu pico com ventos de 110 km/h (70 mph) no início de 9 de outubro. Eventualmente, acelerou para norte-nordeste e tornou-se extratropical no início de 10 de outubro. Os remanescentes moveram-se para o norte e eventualmente curvaram-se para o nordeste. No final de 11 de outubro, os remanescentes extratropicais atingiram a Nova Escócia. Ele continuou rapidamente através do Canadá Atlântico e reemergiu no Atlântico. Em 14 de outubro, os remanescentes se dissiparam perto da ponta sul da Groenlândia.
Os remanescentes da Tempestade Tropical Cinco causaram forte impacto no Canadá. Na Nova Escócia , 13 escunas foram encalhadas, enquanto 2 foram destruídos. Fortes ventos derrubaram fios de telégrafo no extremo leste da província, enquanto os celeiros foram descobertos e árvores foram derrubadas em Bayfield. As marés altas em Nova Brunswick inundaram porções de Saint John, com algumas casas tendo até 460 mm (18 in) de água. Outras áreas baixas foram  inundadas. Os derrames interromperam o serviço da Canadian Pacific Railway e varreram partes dos trilhos. O custo para consertar os trilhos foi estimado em US $ 100.000. Também houve danos em rodovias e pontes. Uma criança se afogou após tentar atravessar um riacho inchado. Na Ilha do Príncipe Eduardo, ventos danificaram pequenos edifícios e derrubaram chaminés de algumas casas. Fios elétricos foram reportados em Charlottetown.

### Tempestade tropical Seis
A sexta tempestade tropical da temporada desenvolveu-se na Baía de Campeche em 10 de outubro. Operacionalmente, acreditava-se que a tempestade se originou no leste de Cuba. Movendo-se rapidamente na direção norte-nordeste através do Golfo do México, no início de 11 de outubro a tempestade atingiu seu pico com ventos máximos sustentados de 72 km/h (45 mph) e uma pressão barométrica mínima de 1,008 mbar (29.8 inHg). A tempestade fez uma nova curva na direção leste-nordeste e atingiu a costa perto da atual Horseshoe Beach, Flórida, com a mesma intensidade no início de 12 de outubro.
Ele emergiu no Oceano Atlântico no final de 12 de outubro, pouco antes de se tornar extratropical, enquanto localizado a cerca de 56 km (35 mi) leste de Ilha Jekyll, Geórgia. Os remanescentes moveram-se ao longo da costa leste dos Estados Unidos, atingindo Outer Banks da Carolina do Norte, Long Island em Nova Iorque e Nova Inglaterra. Continuou no interior do Canadá, até se dissipar no Labrador em 15 de outubro. O impacto da tempestade foi geralmente mínimo. Chuvas e rajadas de vento foram relatadas entre a Flórida e as Carolinas. Mais ao norte, trouxe ventos fortes para Nova Jérsia e sul da Nova Inglaterra.

### Tempestade tropical Sete
Relatórios de telegrafo indicam que uma depressão tropical se desenvolveu no leste do Mar do Caribe em 24 de outubro. A depressão moveu-se para noroeste sem se diferenciar em intensidade antes de atingir a costa perto de San Cristóbal, República Dominicana com ventos de 56 km/h (35 mph). Não enfraqueceu ao cruzar a ilha de São Domingos e, em vez disso, se fortaleceu em uma tempestade tropical logo após emergir no Oceano Atlântico perto da ponta noroeste do Haiti. No final de 27 de outubro, a tempestade fez uma nova curva na direção norte-nordeste e passou pelo leste das Bahamas. Naquela época, atingiu o pico com ventos sustentados máximos de 80 km/h (50 mph).
No início de 28 de outubro, a tempestade se acelerou e se curvou ligeiramente para o nordeste. Em 0000 UTC em 29 de outubro, ele fez a transição para um ciclone extratropical enquanto estava localizado a cerca de 500 km (310 mi) noroeste de Bermuda. Os remanescentes extratropicais persistiram até se dissiparem no final de 29 de outubro. Nenhum impacto foi relatado na República Dominicana ou no Haiti. Grande parte do leste de Cuba relatou chuvas leves, especialmente nas províncias de Camaguey e Santiago de Cuba. Ventos fortes foram relatados nas Bahamas, embora nenhum dano tenha ocorrido. No extremo leste de Júpiter, Flórida, os ventos sustentados alcançaram 51 km/h (32 mph).